# Linha 8 do Trem Metropolitano de São Paulo
A Linha 8–Diamante é uma linha de trens metropolitanos, que compreende o trecho definido entre as estações Júlio Prestes e Itapevi, com extensão operacional entre as estações Itapevi e Amador Bueno. Até março de 2008, denominava-se Linha B–Cinza.
Antes operada pela Companhia Paulista de Trens Metropolitanos (CPTM), foi concedida em 20 de abril de 2021 para o consórcio ViaMobilidade Linhas 8 e 9, por um período de trinta anos. O contrato de concessão foi assinado e a transferência da linha foi realizada em 27 de janeiro de 2022.

## Histórico

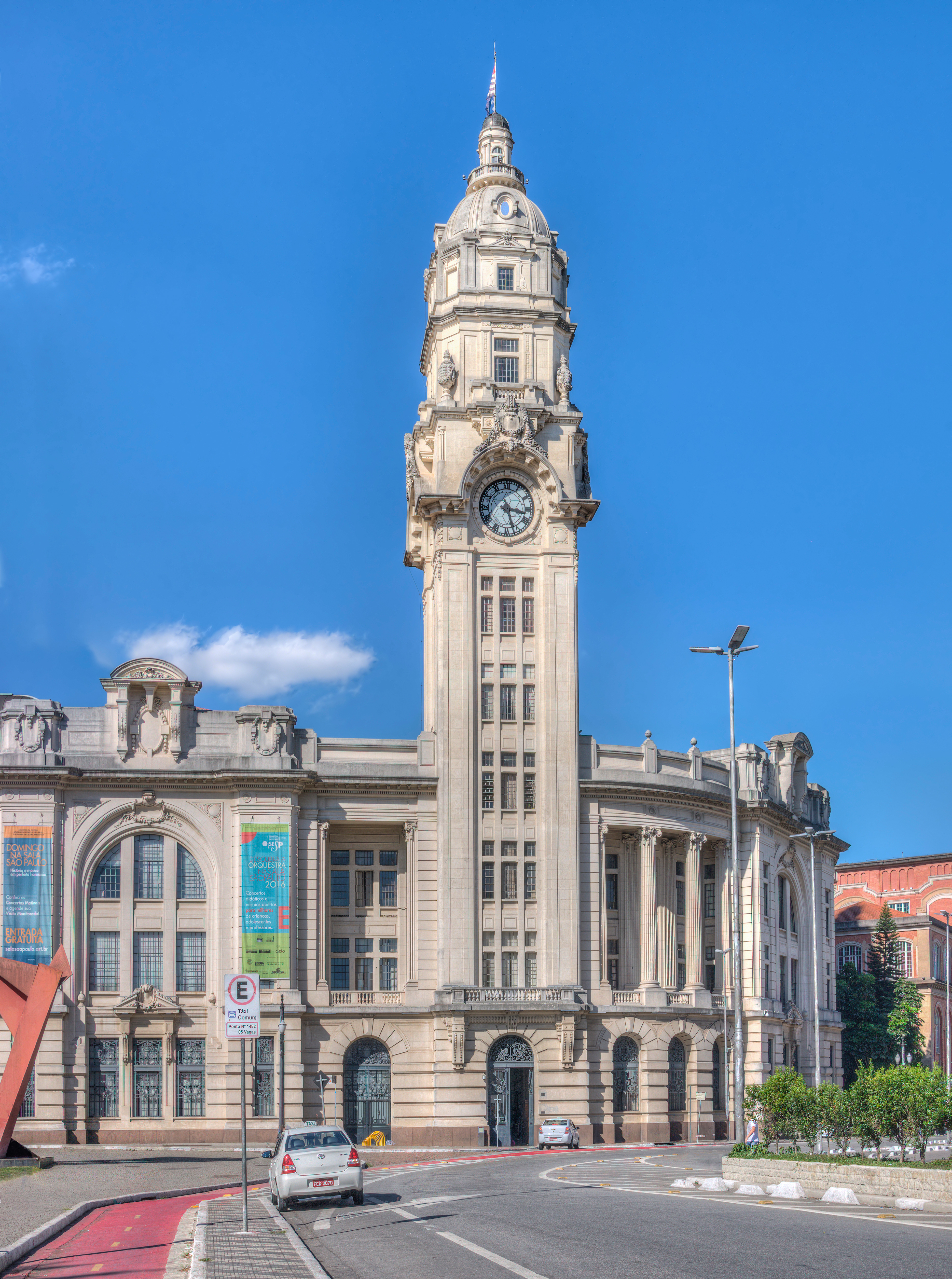
Estação Júlio Prestes, em São Paulo: marco zero da linha

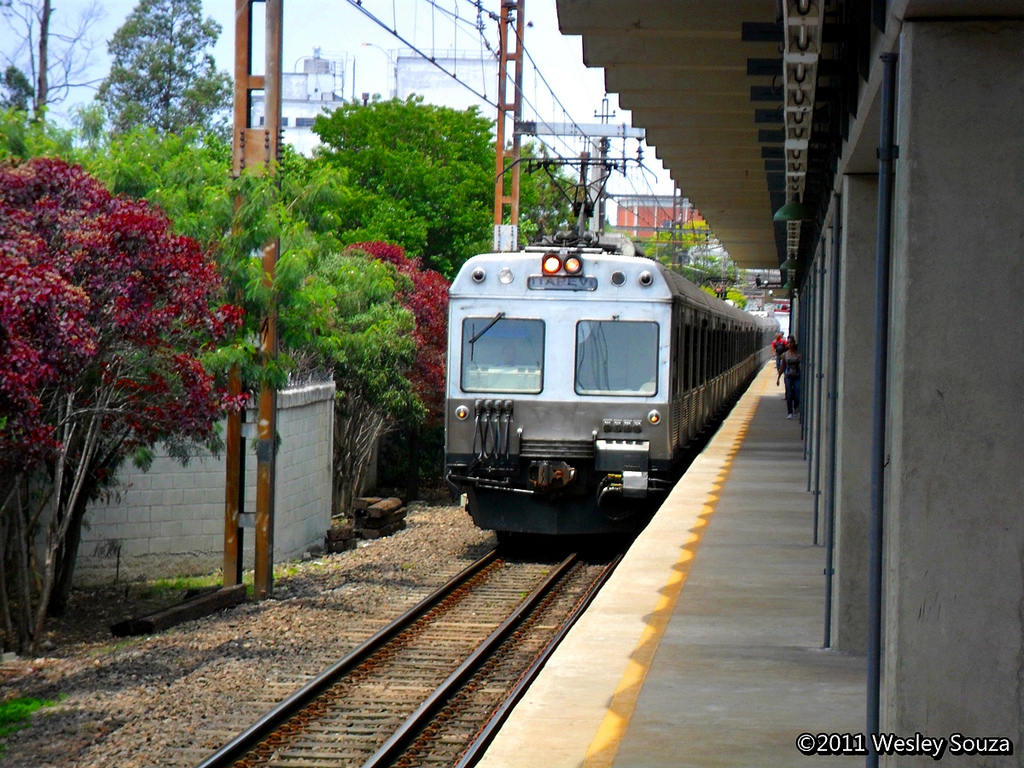
TUE Série 5000 alinhando na Estação Comandante Sampaio, em Osasco

A Linha 8 tem 35,28 quilômetros de extensão de Júlio Prestes a Itapevi e vinte estações, servindo a sub-região oeste da Região Metropolitana de São Paulo, composta pelos municípios de Itapevi, Jandira, Barueri, Carapicuíba e Osasco, além de distritos da zona oeste da capital como Vila Leopoldina, Lapa e Barra Funda, até a estação Júlio Prestes, no distrito de Santa Cecília, no centro. Além de Itapevi, há um trecho de extensão operacional até a Estação Amador Bueno, com 6,3 quilômetros. A linha foi inaugurada em 1875, com o primeiro trecho da antiga linha tronco da Estrada de Ferro Sorocabana, que ligava a atual Estação Júlio Prestes (ao lado da Estação da Luz, em São Paulo) a Sorocaba. Esta linha teve uma importância histórica muito grande, principalmente para o nascimento de cidades que margeavam a ferrovia, como Itapevi, Jandira, Mairinque e Osasco.
Em 1934 foram criados oficialmente os serviços de transporte suburbanos, nascidos "da expansão urbana experimentada por municípios como Osasco, Itapevi [e] Carapicuíba", segundo análise do jornal Folha de S.Paulo mais de quarenta anos depois. A linha seria eletrificada entre 1944 e 1945, época em que os serviços suburbanos já atingiam Amador Bueno. Entre as décadas de 1950 e 1960, a linha sofreu sua primeira reforma, tendo sido adquiridos em 1958 os TUEs Kawasaki-Toshiba (atual Série 4800). Esses trens, entretanto, sofreram um desgaste "fora do comum", e apenas sete anos depois o sistema já demandava ampliação. Enquanto em 1959 as linhas de subúrbio da Sorocabana transportaram cerca de dezesseis milhões de passageiros, doze anos depois esse número dobrou, com o sistema permanecendo praticamente igual.
Em 1971, a ferrovia passou a ser administrada pela nova estatal Ferrovia Paulista S/A (Fepasa), que no final daquela década e início da década de 1980 renomeou a linha como Linha Oeste, promovendo uma completa reforma nos seus serviços de trens metropolitanos, reconstruindo todas as estações da linha (exceto Júlio Prestes) e ampliando a bitola métrica (um metro) para bitola larga (1,60 metro) entre Júlio Prestes e Itapevi, adquirindo os TUEs Francorail-Cobrasma (atual Série 5000) e reformando os TUEs Toshiba (padrão denominado "Rio Claro"), usados na extensão entre Itapevi e Amador Bueno. Até agosto de 1998, os trens metropolitanos atenderam também as estações entre Amador Bueno e Mairinque, cruzando todo o município de São Roque, já fora da Região Metropolitana de São Paulo. Em 1996, os serviços passaram às mãos da Companhia Paulista de Trens Metropolitanos (CPTM), que unificou os serviços de trens metropolitanos da Grande São Paulo.

## Características

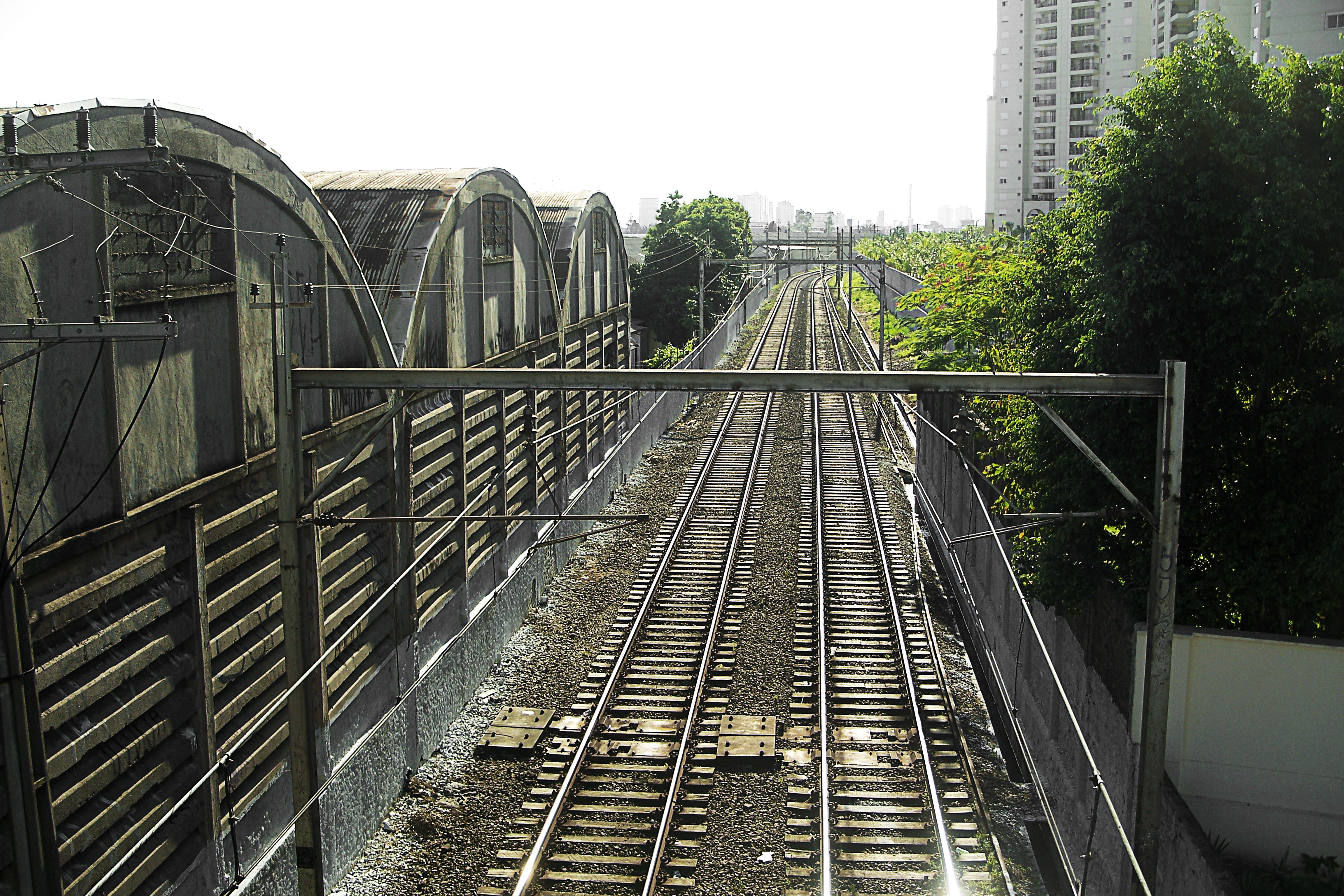
Trilhos da Linha 8 no bairro da Água Branca

Das estações Júlio Prestes e Barra Funda, na capital, até Itapevi, com extensão operacional até Amador Bueno, nesse mesmo município; atende ainda Osasco, Carapicuíba, Barueri e Jandira. Santa Rita, Cimenrita, Ambuitá e Amador Bueno eram consideradas "paradas" e não "estações", pois não possuíam qualquer infraestrutura interna, tais como agência de estação, bilheterias e outros serviços. Após a modernização, Amador Bueno passou a ser considerada "estação", mesmo sendo basicamente igual a Santa Rita, e ambas não possuem infraestrutura interna, como agência de estação, bilheterias etc.; apenas banheiros (Cimenrita e Ambuitá foram desativadas). O embarque nestas paradas é gratuito, sendo que os passageiros só pagam o valor da passagem se efetuarem a transferência para os trens que seguem para Júlio Prestes, em Itapevi.
A Linha 8, em sua articulação com a Linha 9, é estratégica na montagem de um bom sistema de transferência e integração modal. De Lapa a Barra Funda, as linhas 8 e 7 (que atende à sub-região noroeste da Região Metropolitana) seguem em faixas independentes, separadas por uma área ocupada em alguns trechos por edificações e equipamentos urbanos. Neste ponto, há a proposta de deslocar a Linha 8 para a atual faixa de domínio da linha 7, resultando na utilização, pelas duas linhas, de uma única estação na Lapa e na Água Branca, proporcionando melhor inserção urbana e liberando áreas para outros investimentos.
|                                        | Júlio Prestes ↔ Itapevi | Itapevi ↔ Amador Bueno |
| -------------------------------------- | ----------------------- | ---------------------- |
| Extensão                               | 35,28 km                | 6,33 km                |
| Média de passageiros transportados/dia | 432 178                 | -                      |
| Intervalo entre trens (pico)           | 6 min                   | 30 min                 |
| Quantidade de estações                 | 22                      | 4                      |
| Trens (hora pico)                      | 18                      | 2                      |
| Tempo de percurso                      | 58 min                  | 12 min                 |
| Distância média entre estações         | 1 857 metros            | 1 585 metros           |
| Oferta de lugares no pico              | 23 580                  | -                      |
| Velocidade média operacional           | 80 km/h                 | 50 km/h                |
| Passagens em nível                     | 2                       | 3                      |

## Estações
| Sigla | Estação               | Município   | Observações | MDU (8/2018) |
| ----- | --------------------- | ----------- | --- | ------------ |
| JPR   | Júlio Prestes         | São Paulo   | | 7 677        |

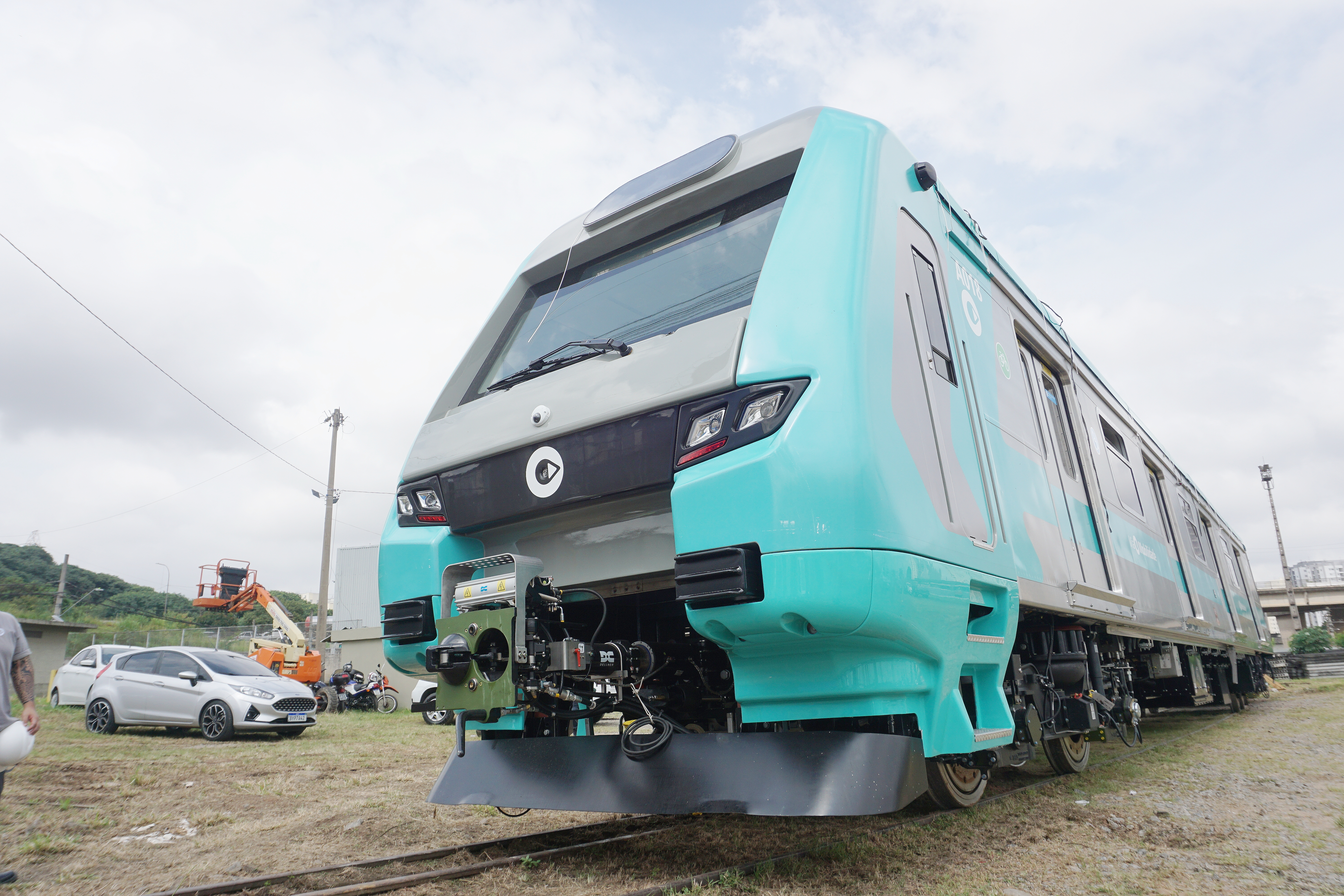
O novo trem da Via Mobilidade

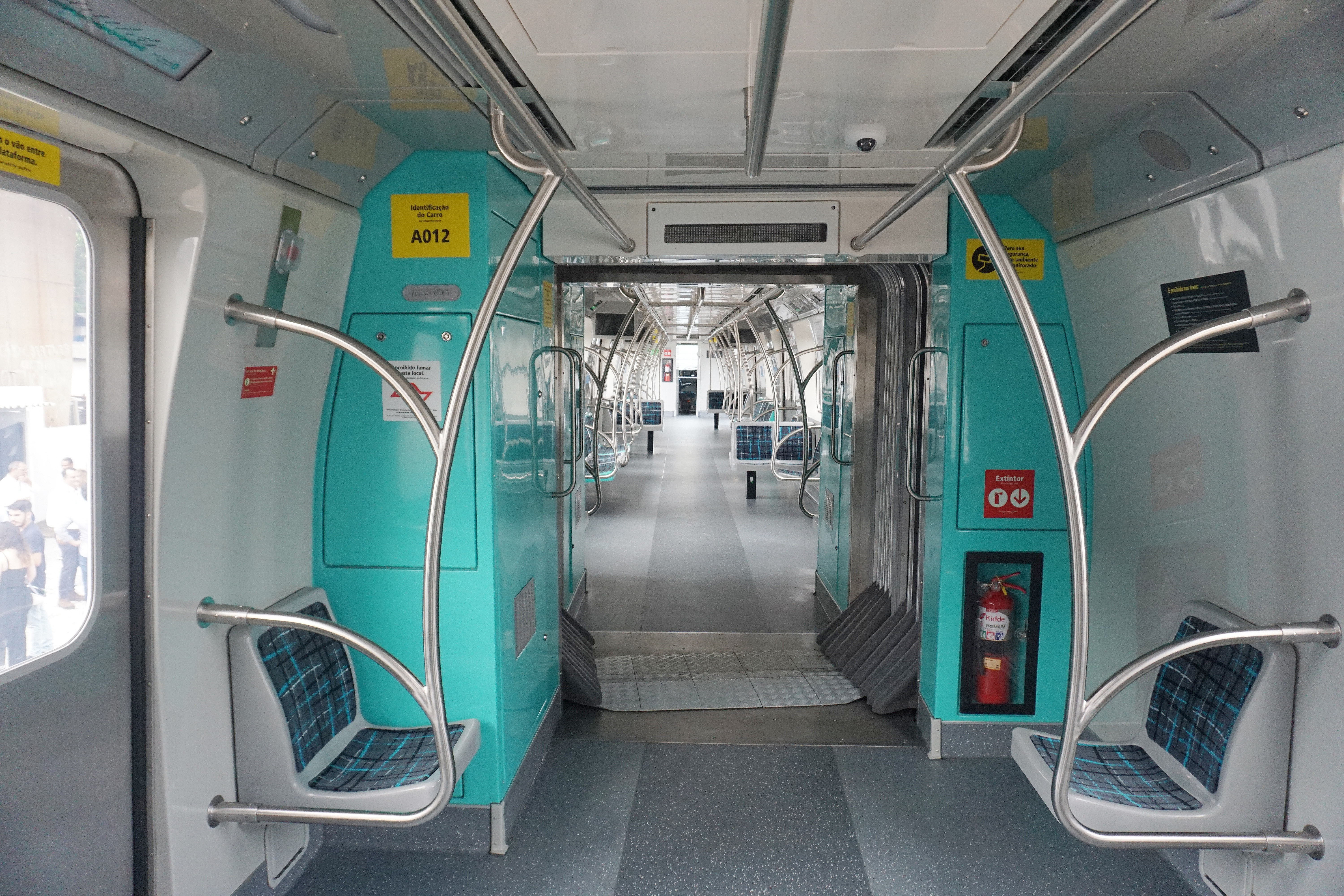
Interior da série 8900

| BFU   | Palmeiras–Barra Funda | São Paulo   | Integração gratuita com as linhas 3-Vermelha, 7-Rubi, 11-Coral 13-Jade (Expresso Aeroporto) e acesso ao Terminal Rodoviário Barra Funda. Alguns trens têm esta estação como ponto final nos horários de pico | 145 732      |
| LAP   | Lapa - Senac          | São Paulo   | Existem planos de reconstruir essa estação para fazer integração com a Linha 7-Rubi. | 22 929       |
| DMO   | Domingos de Moraes    | São Paulo   | | 16 814       |
| ILE   | Imperatriz Leopoldina | São Paulo   | | 15 428       |
| PAL   | Presidente Altino     | Osasco      | Integração gratuita com a Linha 9-Esmeralda | 11 401       |
| OSA   | Osasco                | Osasco      | Integração gratuita com a Linha 9-Esmeralda Acesso ao Terminal Rodoviário de Osasco | 54 182       |
| CSA   | Comandante Sampaio    | Osasco      | | 11 686       |
| QTU   | Quitaúna              | Osasco      | | 5 002        |
| GMC   | General Miguel Costa  | Osasco      | Se chamava KM 21 até 1987 | 17 416       |
| CPB   | Carapicuíba           | Carapicuíba | | 35 703       |
| STE   | Santa Terezinha       | Carapicuíba | | 1 828        |
| AJO   | Antônio João          | Barueri     | | 12 023       |
| BRU   | Barueri               | Barueri     | | 22 926       |
| JBE   | Jardim Belval         | Barueri     | | 3 152        |
| JSI   | Jardim Silveira       | Barueri     | | 6 807        |
| JDI   | Jandira               | Jandira     | | 13 775       |
| SCO   | Sagrado Coração       | Jandira     | | 2 074        |
| ECD   | Engenheiro Cardoso    | Itapevi     | | 5 522        |
| IPV   | Itapevi               | Itapevi     | Integração gratuita com a Extensão Operacional para Amador Bueno e o ônibus (que faz o mesmo trajeto que o trem)                                                                                             | 28 101       |

MDU = média de passageiros embarcados por dia útil em cada estação, desde o início do ano. Nas estações com duas ou mais linhas, o MDU representa a totalidade de passageiros embarcados na estação, sem levar em conta qual linha será utilizada pelo usuário.

### Extensão operacional
O trecho da extensão operacional esteve desativado para processo de modernização. A CPTM voltou a prestar serviço entre Itapevi e Amador Bueno em 3 de abril de 2014, dando início à operação assistida no trecho. Em 23 de abril de 2014, a extensão foi entregue oficialmente pelo governador Geraldo Alckmin. Na ocasião, foi anunciado que as estações Cimenrita e Ambuitá, hoje demolidas, seriam reconstruídas. Essa extensão contava com os TUEs Série 5400 (série B - Bravo), que circularam de 2014 até 2024, quando foram retirados de circulação. Atualmente, a extensão conta com um único trem da Série 7000 (série C - Charlie) de prefixo C61, que vai de Itapevi a Amador Bueno e volta pela mesma via (via direita para Amador Bueno e via esquerda para Itapevi). A nova Estação Ambuitá começou a funcionar em 4 de abril de 2025.
| Sigla | Estação      | Município | Observações                                                                                                  | MDU (outubro 2016) |
| ----- | ------------ | --------- | --- | ------------------ |
| IPV   | Itapevi      | Itapevi   | Integração tarifada com o trecho principal da Linha 8-Diamante Modernização entregue em 1 de outubro de 2010 | 1 163              |
| SRT   | Santa Rita   | Itapevi   | | 1 470              |
| AMB   | Ambuitá      | Itapevi   | Reconstrução entregue em 4 de abril de 2025                                                                  | —                  |
| ABU   | Amador Bueno | Itapevi   | Modernização entregue em 3 de abril de 2014                                                                  | 1 940              |

### Trecho Amador Bueno–Mairinque

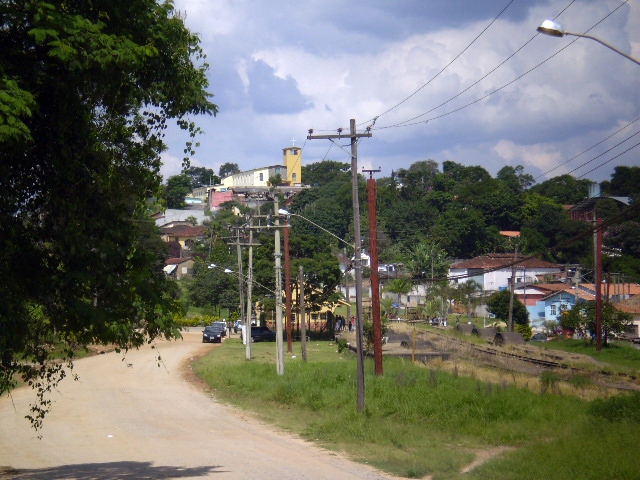
Com o abandono do trecho pela CPTM, a rede elétrica foi saqueada. Vista da via férrea nas proximidades da estação São João Novo

Desde o estabelecimento dos trens de subúrbio, no final dos anos 1920, seus serviços ligavam São Paulo à cidade de Mairinque. Com a criação da Fepasa, em 1971, o trecho de subúrbio foi transferido para a Unidade Regional dos Subúrbios. Essa unidade regional foi ampliada na década de 1970 e transformada em Divisão Regional Metropolitana (DRM).
Na década de 1980, o serviço sofreu algumas reformulações, com a introdução dos trens Toshiba reformados em Rio Claro e a construção ou reforma das paradas existentes entre Mairinque e Amador Bueno, dotadas somente de abrigos e "corcovas" para fácil embarque dos passageiros. O serviço era conhecido oficialmente como "Trem de Mairinque" e apelidado de "Mairinquinho". Em 1987, a prefeitura de São Roque chegou a cogitar convênio com a Fepasa para a integração dos trens com a rede de ônibus da então empresa pública SanTC (São-Roquense de Transportes Coletivos), mas a proposta não seguiu adiante.
Em 1996, a DRM foi incorporada à CPTM, incluindo o trecho entre Amador Bueno e Mairinque, que acabaria não incluído no processo de concessão da malha paulista da RFFSA (vencido pela Ferroban, atual Rumo Logística). Após três anos de operação, o trecho foi desativado, embora sua concessão ainda pertença à CPTM.
| Estação        | Município | Observações                                                 |
| -------------- | --------- | ----------------------------------------------------------- |
| Amador Bueno   | Itapevi   | Modernização entregue em 3 de abril de 2014                 |
| Parada 46      | São Roque | Parada simples - desativada desde 1999                      |
| São João Novo  | São Roque | Desativada desde 1999                                       |
| Parada 50      | São Roque | Parada simples - desativada desde 1999                      |
| Mailasqui      | São Roque | Desativada desde 1999                                       |
| Parada Cinzano | São Roque | Parada simples - desativada desde 1999                      |
| Gabriel Piza   | São Roque | Desativada desde 1999. Demolida por saqueadores em 2010.    |
| Vila Amaral    | São Roque | Parada simples - desativada desde 1999                      |
| São Roque      | São Roque | Desativada desde 1999 Atual sede da Guarda Municipal local. |
| Marmeleiro     | São Roque | Parada simples - desativada desde 1999                      |
| Mairinque      | Mairinque | Desativada desde 1999. Atual centro cultural.               |

## Projetos
A CPTM realizou uma audiência pública, em julho de 2013, para apresentar o projeto que ligaria Sorocaba e São Paulo por meio de trens da CPTM. Em Sorocaba, seriam duas estações: uma na região central e outra no bairro Brigadeiro Tobias. O investimento na linha de Sorocaba a São Paulo seria de 4,3 bilhões de reais. O início das obras estava previsto para 2015, com previsão de conclusão em 2020, mas em 2025 ainda não tinha saído do papel.
Também há um projeto de uma nova extensão da Linha 8 até Alphaville. A chegada dos trens ao bairro vinha sendo cogitada desde a gestão de José Serra no governo estadual, mas nunca saiu da fase de estudos.